# Les Ténors
Pour l’article homonyme, voir Ténor.
Pour plus de détails, voir Fiche technique et Distribution.
Les Ténors est un film français de Francis de Gueltzl sorti en 1993.

## Synopsis
Un inspecteur du fisc à la retraite rêve de devenir avocat. Son premier client, Étienne, accumule les ennuis. Par la suite, ils deviennent associés et fondent une association, Justice pour tous, qui vient en aide aux gens qui ne connaissent pas assez leurs droits.

## Fiche technique
- Titre : Les Ténors
- Réalisation : Francis de Gueltzl
- Scénario : Francis de Gueltzl, Michel Delgado
- Musique : André Manoukian
- Pays d'origine :  France
- Genre : Comédie
- Durée : 85 minutes[1]
- Date de sortie : 24 août 1994

## Distribution
- Claude Brasseur : Me Pompians
- Martin Lamotte : Etienne Chortin
- Valeria Cavalli : Cécile Chortin
- Jean-Pierre Castaldi : Raoul
- Daniel Gélin : Maître Léon Montlucet
- Gaston Dolle : Geston Chortin
- Christian Bouillette : M. Balin
- Arièle Semenoff : Mme Balin
- Jean-Jacques Moreau : Fropon
- Luc Florian : L'automobiliste violent
- Michèle Bernier : La concierge portugaise
- Claude Aufaure : Maître d'hôtel (1er restaurant)
- Philippe du Janerand : L'avocat général
- Christian Pereira : Le directeur de l'hypermarché